# Stichopogon caucasicus
Stichopogon caucasicus är en tvåvingeart som beskrevs av Mario Bezzi 1910. Stichopogon caucasicus ingår i släktet Stichopogon och familjen rovflugor. Inga underarter finns listade i Catalogue of Life.